# نوربورگ‌رینگ
نوربورگ‌رینگ یا پیست نوربورگ (آلمانی: Nürburgring) مجتمع ورزش‌های موتوری به ظرفیت ۱۵۰ هزار نفر است که در نوربورگ در راینلاند-فالتس قرار دارد. این مجتمع شامل یک پیست مسابقه‌ای جایزه بزرگ است که در سال ۱۹۸۴ ساخته شده‌است. پیست دیگری به طول بیشتر که «حلقه شمالی» نامیده می‌شود، در دههٔ ۱۹۲۰ پیرامون شهر و قلعهٔ قرون وسطایی نوربورگ در کوه آیفل ساخته شده‌است. طول حلقه شمالی ۲۰٫۸ کیلومتر است و بیش از ۳۰۰ متر اختلاف ارتفاع از پایین‌ترین تا بالاترین نقطهٔ آن وجود دارد. جکی استوارت این پیست را «جهنم سبز» نامید.
در ابتدا پیست شامل چهار پیکربندی بود: مسیر کامل به طول ۲۸٫۲۶۵ کیلومتر که شامل حلقه شمالی به طول ۲۲٫۸۱۰ کیلومتر و حلقه جنوبی به طول ۷٫۷۴۷ کیلومتر بود. یک مسیر ۲٫۲۸۱ کیلومتری برای گرم کردن نیز وجود داشت.
بین سال‌های ۱۹۸۲ و ۱۹۸۳ محدودهٔ آغاز و پایان تخریب شد تا مسیر جایزه بزرگ جدیدی ساخته شود. اکنون این مسیر برای همهٔ مسابقات عمده و بین‌المللی به کار می‌رود. هرچند مسیر کوتاه شدهٔ حلقه شمالی هنوز برای مسابقه، تمرین و دسترسی عمومی استفاده می‌شود.

## تاریخچه

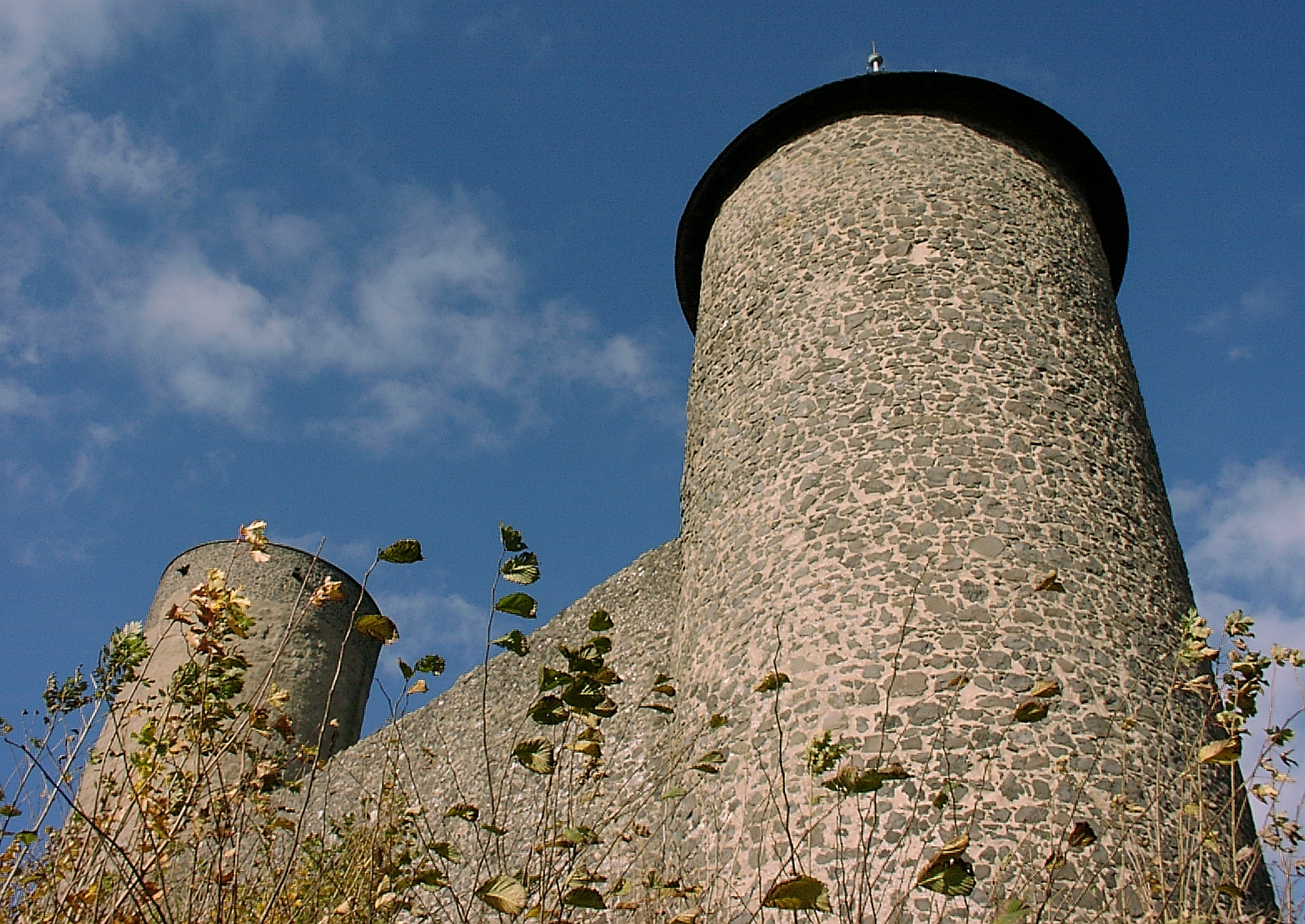
برج قلعه نوربورگ

### آغاز نوربورگ‌رینگ (۱۹۲۵ تا ۱۹۳۹)
در اوایل دههٔ ۱۹۲۰ مسابقاتی در جاده‌های عمومی کوه‌های آیفل برگزار می‌شد که پس از مدت کوتاهی، خطرناک و غیرعملی بودن آن ثابت شد. برگزار کنندگان مسابقه تصمیم گرفتند پیست مسابقه‌ای با الهام از پیست‌های موجود مانند مونتزا بسازند. قرار بود نوربورگ‌رینگ ویترین مهندسی خودروسازی و استعدادهای اتومبیل‌رانی آلمان باشد. ساخت پیست در سپتامبر ۱۹۲۵ آغاز شد.
پیست در بهار ۱۹۲۷ کامل شد و مسابقات آیفل در آنجا ادامه یافت. نخستین مسابقه در ۱۸ ژوئن همان سال برگزار شد. پیست در روزهای آخر هفته و بعدازظهرها به عنوان مسیر عبوری یک‌طرفه بر روی عموم باز بود. مسیر کامل شامل ۱۷۴ پیچ بود و پهنای متوسط آن ۸ تا ۹ متر بود.
آخرین باری که مسیر کامل برای مسابقات مهم به کار رفت سال ۱۹۲۹ بود. جایزه بزرگ‌های بعدی تنها در حلقه شمالی برگزار می‌شد. برای مسابقات کوچک‌تر و مسابقات موتورسیکلت از مسیر کوتاه‌تر و امن‌تر حلقه جنوبی استفاده می‌کردند.

### جهنم سبز (۱۹۴۷ تا ۱۹۷۰)

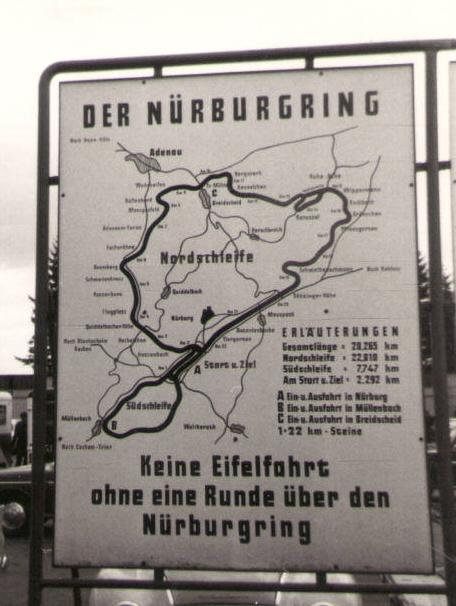
نقشه پیست نوربورگ برای جایزه بزرگ آلمان ۱۹۶۴

پس از جنگ جهانی دوم، مسابقات در ۱۹۴۷ از سر گرفته‌شد و حلقه شمالی مسیر اصلی برای جایزه بزرگ آلمان در فرمول یک شد. گروه تازه‌ای از اربابان مسابقه مانند آلبرتو اسکاری، خوان مانوئل فانخیو، جیم کلارک و جکی استوارت حاکم مسابقه بودند.
در ۵ اوت ۱۹۶۱ هنگام تمرین برای جایزه بزرگ آلمان ۱۹۶۱ برای نخستین بار مسیر حلقه شمالی در مدت کمتر از ۹ دقیقه توسط فیل هیل طی شد. چند بار نیز مسابقات موتوجی‌پی آلمان در این پیست و عمدتاً حلقه جنوبی آن برگزار شد.
در سال ۱۹۵۳ مسابقه ۱۰۰۰ کیلومتر نوربورگ‌رینگ که رقابتی استقامتی بود معرفی شد. مسابقهٔ ۲۴ ساعتهٔ نوربورگ‌رینگ نیز در سال ۱۹۷۰ افزوده شد.
از اواخر دههٔ ۱۹۶۰ حلقه شمالی به‌طور افزاینده‌ای برای خودروهای فرمول یک خطرناک می‌شد. در سال ۱۹۶۷ مانعی پیش از مسیر مستقیم شروع و پایان افزوده شد تا سرعت در ورود به مسیر گاراژ کاهش یابد. این کار باعث افزایش ۲۵ متری مسیر شد. با این وجود، استوارت پس از پیروزی در جایزه بزرگ آلمان ۱۹۶۸ آن را «جهنم سبز» نامید. پس از تصادفی مرگبار در زندورت در سال ۱۹۷۰ رانندگان فرمول یک تصمیم گرفتند تا زمانی که اصلاحات اساسی در نوربورگ‌رینگ صورت نگرفته‌است، آن را تحریم کنند. همان گونه که سال گذشته چنین کاری را در پیست اسپا انجام داده بودند. تغییرات در کوتاه‌مدت امکان‌پذیر نبود و جایزه بزرگ آلمان به هوکنهایم‌رینگ که آن نیز اصلاح شده‌بود، منتقل شد.

### تغییرات (۱۹۷۱ تا ۱۹۸۳)
حلقه شمالی برای تأمین درخواست‌های رانندگان فرمول یک بازسازی شد. چند برآمدگی کنار گذاشته شد، برخی پرش‌ها هموار شد و گاردریل حفاظتی نصب شد. مسیر مستقیم‌تر شد و تعداد پیچ‌ها کاهش یافت. میزبانی مجدد در نوربورگ‌رینگ میسر شد و برای شش سال دیگر (۱۹۷۱ تا ۱۹۷۶) میزبان جایزه بزرگ بود.
در سال ۱۹۷۳ پیچ گردش به چپ تازه‌ای افزوده شد تا سرعت در پیچ خطرناک کالنهارد کاهش یابد. کارهایی دیگری از جمله حذف پرش‌های مستقیمی اصلی و افزایش عرض آن و از جا کندن بوته‌های نزدیک پیست در مستقیمی اصلی، به منظور افزایش ایمنی انجام شد. با این وجود، به دلیل مسیر طولانی پیست و نبود فضای کافی برای اعمال تغییرات، برآوردن خواسته‌های رانندگان و مجریان فرمول یک، بسیار گران یا غیرممکن بود. تعداد مارشال و تیم پزشکی مورد نیاز برای مسیر ۲۲ کیلومتری پیست، ۵ برابر پیست‌های معمولی فرمول یک بود. با وجود اصلاحات ۱۹۷۱ هنوز امکان پرواز خودروها به بیرون پیست وجود داشت. ازاین‌رو تصمیم بر این شد که جایزه بزرگ ۱۹۷۶، آخرین میزبانی پیست قدیمی باشد.
نیکی لائودا که در آن زمان قهرمان جهان بود و تنها کسی است که حلقه شمالی را در کمتر از هفت دقیقه طی کرده‌است، پیشنهاد تحریم مسابقهٔ ۱۹۷۶ را داد. افزون بر ایمنی، دلیل دیگر او یکنواخت نبودن بارندگی در بخش‌های مختلف پیست بود. هنگامی که باران می‌بارید، برخی بخش‌ها تر و بخش‌های دیگر خشک بودند. سایر رانندگان مخالف لائودا بودند و مسابقه برگزار شد. لائودا هنگام خروج از یک پیچ در دور دوم، تصادف کرد و به شدت دچار سوختگی شد. برخی از رانندگان به نجات او شتافتند.
پس از آن، پیست قدیمی نوربورگ‌رینگ هرگز میزبان مسابقه‌ای نشد و جایزه بزرگ آلمان در سال ۱۹۷۷ به پیست هوکنهایمرینگ منتقل شد. موتوجی‌پی آلمان نیز در سال ۱۹۸۰ برای آخرین بار در این پیست اجرا شد.
طبیعت حلقه شمالی به گونه‌ای بود که ایمن‌سازی پیکربندی آن غیرممکن بود. روشن بود که تلاش برای بازگشت فرمول یک به این پیست، منوط به تغییرات اساسی در آن است. به همین منظور کار روی پیست جدیدی به طول ۴٫۵ کیلومتر پیرامون گاراژ قدیمی در سال ۱۹۸۱ آغاز شد.
در همان زمان، طول حلقه شمالی به ۲۰٫۸۳۲ کیلومتر کاهش یافت و از این نسخه با یک گاراژ کوچک اضافی در سال ۱۹۸۳ برای مسابقاتی مانند ۱۰۰۰ کیلومتر نوربورگ‌رینگ استفاده شد. در تمرین همان مسابقه، رکورد سریعترین دور پیست توسط اشتفان بلوف در تعیین خط مسابقه با خودروی پورشه ۹۵۶ و ثبت زمان 6:11.13 و با متوسط سرعت ۱۹۹٫۸ کیلومتر بر ساعت (۱۲۴٫۱ مایل بر ساعت) به ثبت رساند که ۳۵ سال دست نخورده باقی ماند تا که در تاریخ 29 ژوئن 2018، تیمو برنهارد با پورشه ۹۱۹ هایبرید ایو با زمان 5:19.546 - با سرعت متوسط ۲۳۳٫۸ کیلومتر بر ساعت (۱۴۵٫۳ مایل بر ساعت) رکورد این پیست را شکست.
در مرحله‌ی مقدماتی این مسابقه، مرحوم استفان بلاف دوری به زمان 6:11.13 را برای 20.832 کیلومتر (12.944 مایل) Nordschleife در خودروی پورشه 956 خود ثبت کرد، یا به‌طور متوسط 199.8 کیلومتر در ساعت (124.1 مایل در ساعت). این دور برای 35 سال رکورد تمام‌زمان‌ها را حفظ کرد (تا حدودی به‌خاطر این که از سال 1984 به بعد مسابقات مهمی در اینجا برگزار نشده بود)، تا این 

حلقه جنوبی سابق، تغییر داده نشد و چند سال بعد، متروک شد. این بخش در حال حاضر برای رفت‌وآمد عمومی استفاده می‌شود.

### پیست جدید جایزه بزرگ

مسیر پیست در سال ۱۹۸۵

مسیر کامل در سال ۲۰۰۲ در مقایسه با مسیر ۱۹۲۷

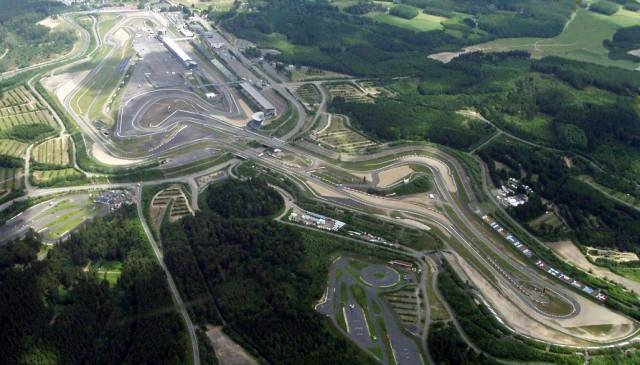
عکس هوایی جی‌پی-اشترکه

مسیر تازه در سال ۱۹۸۴ کامل شد و جی‌پی-اشترکه (مسیر جایزه بزرگ) نام گرفت. این مسیر بالاترین استانداردها را احراز می‌کرد؛ ولی سایه‌ای از مسیر قدیمی بود. برخی هواداران اعتقاد داشتند که این پیست نباید نوربورگ‌رینگ نامیده شود.
برای جشن افتتاح پیست، نمایشی در ۱۲ مه با شرکت شمار زیادی از رانندگان سرشناس برگزار شد. قهرمانان فرمول یک از جمله جک برابام، فیل هیل، جیمز هانت، نیکی لائودا، آلن پروست، ککه روسبرگ و آیرتون سنا در این نمایش حضور داشتند و همگی خودروی یکسان مرسدس ۱۹۰ای را راندند. سنا برنده شد و لائودا که از خط آخر آغاز کرده‌بود، با سبقت گرفتن از همهٔ رانندگان به جز سنا در رتبهٔ دوم قرار گرفت.
افزون بر سایر مسابقات مهم بین‌المللی، فرمول یک نیز به پیست بازگشت. جایزه بزرگ اروپای ۱۹۸۴ و جایزه بزرک آلمان ۱۹۸۵ در نوربورگ‌رینگ برگزار شد.
پس از نخستین قهرمانی میشائیل شوماخر، مقرر شد دو مسابقهٔ فرمول یک در آلمان برگزار شود و دومی با عنوان جایزه بزرگ اروپا در نوربورگ‌رینگ انجام شود. این مسابقه در سال‌های ۱۹۹۵ تا ۲۰۰۶ با همین عنوان و در سال ۱۹۹۷ و ۱۹۹۸ با عنوان جایزه بزرگ لوکزامبورگ برگزار شد.
در سال ۲۰۰۲ مسیر تغییر یافت و مانع کاسترول پیش از مستقیمی خط شروع با یک پیچ گردش به راست تیز جایگزین شد تا فرصتی برای سبقت گرفتن ایجاد کند. همچنین بک بخش امگاشکل افزوده شد. با این تغییرات، طول پیست به ۵٫۲ کیلومتر افزایش یافت.
افزایش هزینه ورودی فرمول یک و کاهش تماشاگر به دلیل گران بودن بلیت‌ها باعث زیان‌ده شدن دو پیست نوربورگ‌رینگ و هوکنهایمرینگ شده‌است. از سال ۲۰۰۷ جایزه بزرگ آلمان یک سال در میان در هر پیست برگزار می‌شود.

### جابجایی با هوکنهایمرینگ
در سال ۲۰۰۷ فدراسیون بین‌المللی اتومبیل‌رانی اعلام کرد هوکنهایمرینگ و نوربورگ‌رینگ یک سال در میان میزبان جایزه بزرگ آلمان خواهند بود و جایزه بزرگ ۲۰۰۷ در نوربورگ‌رینگ برگزار می‌شود. در سال ۲۰۱۴ مالکان جدید پیست نتوانستند قراردادی برای ادامهٔ میزبانی جایزه بزرگ آلمان در سال‌های فرد ببندند و جایزه بزرگ آلمان ۲۰۱۵ و ۲۰۱۷ لغو شد.

## دسترسی عمومی حلقه شمالی
از سال ۱۹۲۷ که پیست افتتاح شده‌است، مسیر برای عموم قابل دسترس بوده‌است. حلقه شمالی در روزهای یکشنبه، بسیاری از روزهای شنبه و بعدازظهر هر روز به روی عموم باز است. در ماه‌های زمستان، بسته به شرایط آب‌وهوایی و کارهای نگهداری ممکن است مسیر برای هفته‌ها بسته باشد. در برخی بخش‌ها محدودیت سرعت وجود دارد.